# Katalin Marosi
Katalin Marosi (ur. 12 listopada 1979 w Gheorgheni) – węgierska tenisistka, reprezentantka kraju w Fed Cup, olimpijka z Sydney (2000).

## Kariera tenisowa
Swoją karierę rozpoczęła w 1995 roku kilkoma turniejami cyklu ITF, wygrywając jeden w grze singlowej i trzy w deblowej. W następnych latach grała w wielu turniejach tej rangi, co w sumie dało efekt piętnastu wygranych turniejów singlowych i trzydziestu jeden deblowych.
Po raz pierwszy w turniejach cyklu WTA Tour zagrała w 1999 roku, w Bratysławie i Kuala Lumpur, gdzie do turnieju głównego przebiła się z kwalifikacji, ale w obu przypadkach odpadła w pierwszej rundzie. Marosi jest finalistą trzech imprez tej rangi w grze podwójnej.
W występach na turniejach wielkoszlemowych największy sukces odniosła podczas Wimbledonu 2000, gdzie awansowała do drugiej rundy. W tym samym roku zagrała na igrzyskach olimpijskich w Sydney odpadając w pierwszej rundzie gry pojedynczej i ćwierćfinale gry podwójnej. Partnerką Marosi w deblu była Petra Mandula.
Marosi w latach 1997–2013 reprezentowała Węgry w Fed Cup rozgrywając 28 meczów i odnosząc w nich 15 zwycięstw.
W rankingu gry pojedynczej Marosi najwyżej była na 101. miejscu (8 maja 2000), a w klasyfikacji gry podwójnej na 33. pozycji (6 maja 2013).

## Finały turniejów WTA
| Legenda                     | Legenda |
| --------------------------- | ------- |
| Wielki Szlem                |         |
| Igrzyska olimpijskie        |         |
| WTA Tour Championships      |         |
| 2009 – 2020                 |         |
| WTA Premier Mandatory       |         |
| WTA Premier 5               |         |
| WTA Premier                 |         |
| WTA International Series    |         |
| WTA 125K series (2012–2020) |         |

### Gra podwójna 3 (0–3)
| Końcowy wynik | Nr | Data          | Turniej | Nawierzchnia | Partnerka      | Przeciwniczki                              | Wynik finału   |
| ------------- | -- | ------------- | ------- | ------------ | -------------- | ------------------------------------------ | -------------- |
| Finalistka    | 1. | 9 maja 2009   | Estoril | Ceglana      | Sharon Fichman | Raquel Kops-Jones Abigail Spears           | 6:2, 3:6, 5–10 |
| Finalistka    | 2. | 14 lipca 2012 | Palermo | Ceglana      | Darija Jurak   | Renata Voráčová Barbora Záhlavová-Strýcová | 6:7(5), 4:6    |
| Finalistka    | 3. | 4 maja 2013   | Oeiras  | Ceglana      | Darija Jurak   | Chan Hao-ching Kristina Mladenovic         | 6:7(3), 2:6    |

## Wygrane turnieje rangi ITF
| turnieje z pulą nagród 100 000 $ |
| turnieje z pulą nagród 75 000 $  |
| turnieje z pulą nagród 50 000 $  |
| turnieje z pulą nagród 25 000 $  |
| turnieje z pulą nagród 15 000 $  |
| turnieje z pulą nagród 10 000 $  |

### Gra pojedyncza
|     | Data       | Turniej          | ($)    | Naw.      | Finalistka          | Wynik          |
| 1.  | 04/12/1995 | São Paulo        | 10 000 | twarda    | Meghann Shaughnessy | 6:0, 6:2       |
| 2.  | 14/07/1996 | Vigo             | 25 000 | ziemna    | Gisela Riera        | 6:1, 6:2       |
| 3.  | 25/11/1996 | São Paulo        | 10 000 | twarda    | Keirsten Alley      | 6:7, 6:3, 6:4  |
| 4.  | 08/12/1996 | São Paulo        | 10 000 | twarda    | Keirsten Alley      | 6:3, 6:1       |
| 5.  | 13/04/1997 | Viña del Mar     | 10 000 | ziemna    | Celeste Contin      | 6:1, 6:4       |
| 6.  | 01/06/1997 | Barcelona        | 10 000 | ziemna    | Marta Cano          | 6:2, 6:3       |
| 7.  | 06/12/1998 | Guadalajara      | 25 000 | ziemna    | Vanessa Menga       | 7:5, 6:3       |
| 8.  | 19/12/1999 | Nowe Delhi       | 25 000 | trawiasta | Tathiana Garbin     | 6:2, 1:1 krecz |
| 9.  | 03/12/2000 | Tucson           | 50 000 | twarda    | Alina Żydkowa       | 6:7, 6:4, 6:3  |
| 10. | 26/05/2002 | Turyn            | 25 000 | ziemna    | Maja Palaveršić     | 4:6, 6:1, 6:0  |
| 11. | 22/08/2004 | Kędzierzyn-Koźle | 10 000 | ziemna    | Veronika Raimrová   | 6:4, 4:6, 6:2  |
| 12. | 04/09/2005 | Gliwice          | 10 000 | ziemna    | Natalia Kołat       | 6:1, 6:3       |
| 13. | 28/05/2006 | Budapeszt        | 10 000 | ziemna    | Nataša Zorić        | 6:4, 7:5       |
| 14. | 02/07/2006 | Salzburg         | 10 000 | ziemna    | Sandra Klemenschits | walkower       |
| 15. | 04/05/2008 | Belle Ville      | 10 000 | ziemna    | Aranza Salut        | 6:2, 6:2       |